# Sex & Breakfast
Sex & Breakfast è un film del 2007 scritto e diretto da Miles Brandman.

## Trama
James (Macaulay Culkin) chiede aiuto a una psicoterapeuta per risolvere i suoi problemi di disfunzione sessuale. Il dottore consiglia il sesso di gruppo come terapia.

## Uscite internazionali
- Uscita negli  USA: 30 novembre 2007
- Uscita in  Germania: 8 febbraio 2008
- Uscita in  Grecia: 24 giugno 2008
- Uscita in  Italia: 3 dicembre 2008